# Glypta deflexa
Glypta deflexa är en stekelart som beskrevs av Dasch 1988. Glypta deflexa ingår i släktet Glypta och familjen brokparasitsteklar. Inga underarter finns listade i Catalogue of Life.